# Мочульский, Лешек
Роберт Лешек Мочульский (пол. Robert Leszek Moczulski; 7 июня 1930, Варшава — 10 октября 2024, Варшава, псевдонимы Lem, Leszek Karpatowicz, Natalia Naruszewicz, Rt., Robert Trzywdar) — польский политический деятель, журналист, историк, публицист и политолог.
Деятель оппозиции и политзаключённый в период ПНР, один из основателей Движения в защиту прав человека и гражданина, основатель и многолетний лидер радикальной оппозиционной партии «Конфедерация независимой Польши». Депутат Сейма Республики Польша I и II созывов (1991—1997). Кандидат в президенты Польши на выборах 1990 года (занял последнее место с результатом в 2,5%).

## Биография
Родился 7 июня 1930 года в Варшаве. В 1946 году начал политическую деятельность в составе нелегальной молодёжной вооружённой антикоммунистической организации в Сопоте. С 1947 года в Союзе борьбы молодых (позже Союз польской молодёжи), в 1948 году вступил в Польскую рабочую партию (затем преобразованную в Польскую объединённую рабочую партию), из которой был исключён в 1950 году.
В 1952 году окончил юридический, а в 1958 году — исторический факультет Варшавского университета
С начала 1950-х годов работал журналистом в изданиях «Życie Warszawy» и «Dookoła Świata». В 1957 году впервые арестован за очернение руководства ПНР в зарубежной прессе, однако был оправдан. Публиковался под псевдонимами, в том числе в ежемесячном журнале «Więź». С 1961 по 1977 год возглавлял исторический еженедельник «Stolica». В 1972 году выпустил книгу «Wojna Polska 1939», оправдывающую политику польских властей во время сентябрьской кампании 1939 года, а также действия министра иностранных дел Юзефа Бека.
С 1950 года был связан с пилсудчиками. В 1973—1976 годах участвовал (совместно с Ромуальдом Шереметевым, Анджеем Шоманьским, Рышардом Зелиньским и Реститутом Станевичем) в создании Конвента, стремившимся создать открытое движение, направленное на изменение государственного строя ПНР. В 1977 году стал пресс-секретарём вновь образованного Движения в защиту прав человека и гражданина и вошёл в состав редакции официального издания этой организации «Opinia», однако из-за конфликта с Анджеем Чумой был исключён и вместе со своими сторонниками начал издавать журнал «Droga», а с 1979 — «Gazeta Polska».
В сентябре 1979 года на базе Группы гражданской инициативы образовал Конфедерацию независимой Польши, которую возглавлял более 20 лет. Сотрудничал с нелегальными профсоюзными организациями, предпринимал попытки регистрации в качестве кандидата в Сейм ПНР.
20 августа 1980 года арестован, 1 сентября выпущен после подписания августовских соглашений, но однако 23 сентября вновь арестован и содержался в заключении с перерывами до амнистии июля 1986 года по делу Конфедерации независимой Польши за попытку «насильственного ослабления строя ПНР».
После освобождения выехал за границу, жил в Великобритании, Франции, США и Канаде, где продолжал политическую деятельность. Критически относился к соглашениям, достигнутым в ходе Круглого стола.
В 1990 году был одним из кандидатов на выборах президента Польши. Занял последнее — шестое — место, получив 2,50 % голосов избирателей. В 1991—1997 годах — депутат Сеймов I и II созыва от Конфедерации независимой Польши.
Известен «расшифровкой» аббревиатуры PZPR (Польская объединённая рабочая партия) как Płatni Zdrajcy, Pachołki Rosji (Платные предатели, холопы России). В 1994 году участвовал в поддержке чеченских сепаратистов, один из организаторов Чеченского информационного центра в Польше.
В результате потери популярности, расколов в партии и неудачных попыток участия в выборах оставил политическую деятельность. В 2005 году защитил докторскую диссертацию в области политологии под научным руководством Бронислава Геремека. Являлся почётным председателем Польского геополитического общества.
Мочульский умер в Варшаве 10 октября 2024 года в возрасте 94 лет.

## Избранные труды
- Dylematy. Wstęp do historii Europy Zachodniej 1945—1970, Wydawnictwo MON, Варшава 1971
- Wojna Polska 1939, Wydawnictwo Poznańskie, Poznań 1972, Bellona, Варшава 2009
- Rewolucja bez rewolucji, «Droga» (pierwodruk) 1979
- Geopolityka. Potęga w czasie i przestrzeni, Варшава 1999
- Lustracja. Rzecz o teraźniejszości i przeszłości, Oficyna Wydawnicza RYTM, Варшава 2001
- Narodziny Międzymorza, Bellona, Варшава 2008
- Przerwane powstanie polskie 1914, Bellona, Варшава 2010